# Stuart Young
Stuart Richard Young, né à Port-d'Espagne le 9 février 1975, est un avocat et homme politique trinidadien, membre de la Chambre des représentants de son pays depuis les élections de 2015 sous l'étiquette du Mouvement national du peuple. 
Il est Premier ministre du 17 mars 2025 au 1er mai 2025.

## Biographie
De 2015 à 2024, il est membre du gouvernement de Keith Rowley. Il succède à ce dernier, démissionnaire, le 17 mars 2025. Il dirige la campagne du PNM lors des élections législatives de 2025, mais son parti est défait par le Congrès national uni de Kamla Persad-Bissessar qui lui succède comme Premier ministre.